# Ilona Edelsheim-Gyulai
Ilona Edelsheim-Gyulai (* 14. Januar 1918 in Budapest, Österreich-Ungarn; † 18. April 2013 in Lewes, Grafschaft East Sussex in England) war eine ungarische Adlige, Ehefrau von István Horthy und Krankenschwester im Zweiten Weltkrieg.

## Herkunft
Die Reichsgrafen von Edelsheim waren ein altes hessisches Adelsgeschlecht, welches 1673 in den Adelsstand und 1706 in den Reichsfreiherrenstand erhoben wurde. Im 19. Jahrhundert gelangte das Geschlecht nach Ungarn und bekleidete dort hohe Staatsämter.
Ilonas Urgroßvater Leopold Wilhelm Freiherr von Edelsheim war ein erfolgreicher österreich-ungarischer Militär der in der k. k.Armee bis zum General der Kavallerie aufstieg. Im Jahre 1866 adoptierte ihn sein Vetter Ferenc Joseph Gyulay, Graf von Maros-Németh und Nádaska, da dieser keine eigenen Nachkommen hatte. Am 12. November 1866 erfolgte dann die ungarische Namensvereinigung „Edelsheim-Gyulay“, die seither von allen Mitgliedern der ungarischen Linie der Edelsheims getragen wurde. Außerdem erhielt Leopold 1882 das ungarische Baronat als „Edelsheim-Gyulay“. Er heiratete die Burgschauspielerin Friederike Kronau, die zur Urgroßmutter von Ilona wurde. Das Geschlecht wurde 1906 in den ungarischen Grafenstand erhoben.

## Werdegang
Ilona Maria Andrea Gabriella Edelsheim-Gyulai wurde als jüngste Tochter des Grafen Leopold Edelsheim-Gyulai (* 1888, † 1981) und dessen Ehefrau Gabriella Gräfin Pejacsevich (* 1894, † 1977) geboren. Da sich Ilonas Eltern im Jahre 1920 scheiden ließen, als sie erst zwei Jahre alt war, wuchs Ilona und ihre beiden älteren Schwestern beim Vater und dessen zweiten Ehefrau Ella Rothkugel von Rollershausen (* 1899) auf, die sich um die Familie aufopfernd kümmerte. Das Verhältnis zu ihrer leiblichen Mutter blieb zeitlebens angespannt. Einen großen Teil ihrer Kindheit verbrachte Ilona auf dem väterlichen Gut in Horné Lefantovce (ung. Felsőelefánt). Nach dem Zusammenbruch Österreich-Ungarns und Gründung der Tschechoslowakei, gehörten gem. dem Vertrag von Trianon Horné Lefantovce zur diesem Nachfolgestaat der Donaumonarchie. Um seine Güter nicht zu verlieren, nahm Ilonas Vater die tschechoslowakische Staatsbürgerschaft an.

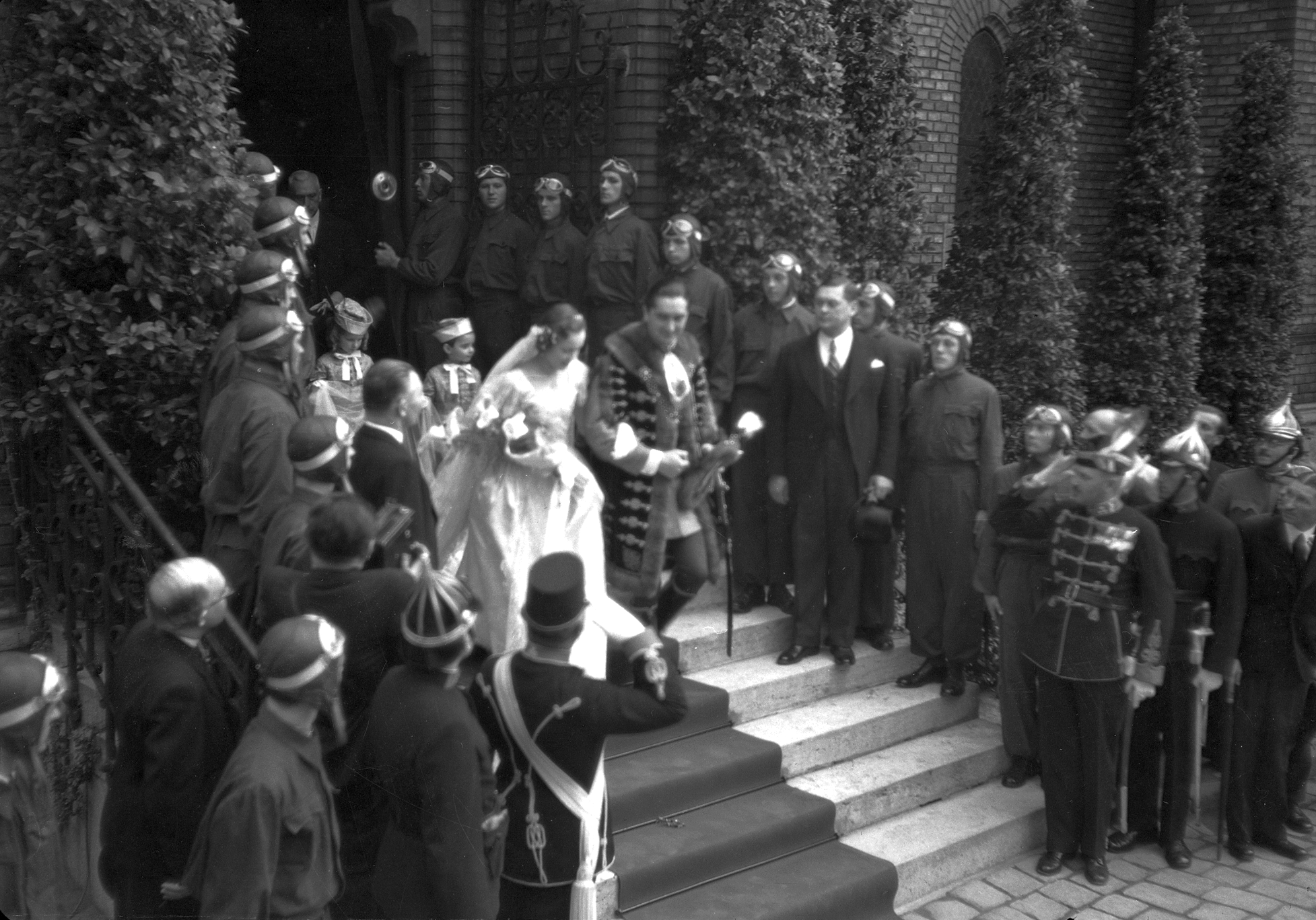
Hochzeitsbild von Ilona Edelsheim-Gyulai mit István Horthy vor dem Portal der evangelisch-reformierten Kirche in Budapest

Ilona besuchte niemals eine Schule, da die Familie in der Tschechoslowakei lebte und der Vater wünschte nicht, dass die Töchter eine slowakische Schule besuchen, wo nicht Ungarisch unterrichtet wurde. Deshalb wurden die Kinder von vier Hauslehrern und teilweise vom Vater selbst daheim unterrichtet. Die Eltern waren der Ansicht, dass die Töchter nur das lernen sollten, was eine (zukünftige) Ehefrau in einer guten Ehe benötigt.
Im Februar 1940 lernte Ilona anlässlich eines Tanzballs in Budapest István Horthy, den Sohn des Reichsverwesers des Königreich Ungarns Admiral Nikolaus Horthy näher kennen. Am 27. April 1940 heiratete sie István Horthy in der Budapester evangelisch-reformierten Kirche am Szilágyi Dezső Platz. Die Trauung wurde von dem Bischof der evangelisch-reformierten Kirche László Ravasz unter Teilnahme zahlreicher Prominenz vollzogen. Durch diese Heirat wurde Ilona eine Person des öffentlichen Interessen in damaligen Ungarn und übernahm zahlreiche repräsentative Aufgaben im Namen ihres Schwiegervaters. Aus der Ehe mit István Horthy ging ein Sohn István (* 17. Januar 1941 in Budapest) hervor. Ilona war auch eine begeisterte Sportpilotin, ihren Flugschein erhielt sie bereits im Jahre 1942.
István Horthy war ein leidenschaftlicher Pilot und so kam er 1942, während des Zweiten Weltkrieges, als Jagdflieger an die Ostfront zum Einsatz. Am 20. August 1942 stürzte seine Maschine in der Nähe des Dorfes 'Ilovka' im zentralrussischen Gebiet Belgorod ab und Istvan kam ums Leben. In dieser Zeit arbeitete Ilona als freiwillige Krankenschwester des Ungarischen Roten Kreuzes. Im März 1942 absolvierte sie zusammen mit Ilona Andrássy einen Lehrgang zur Pflege von Kranken und Verwundeten. Den Dienst als Krankenschwester versah sie zweieinhalb Jahre lang.
Im April 1944 gelang zwei slowakischen Juden, Rudolf Vrba und Alfred Wetzler aus dem Konzentrationslager Auschwitz-Birkenau die Flucht. Sie schlugen sich bis Silein/Slowakei durch, wo sie die im Lager Auschwitz herrschenden Zustände in einem umfassenden Bericht niederschrieben, der als 'Vrba-Wetzler-Report' (Auschwitz-Protokolle) bekannt wurde und internationales Aufsehen erregte. Am 3. Juli 1944 erhielt Ilona Edelsheim-Gyulai eine ungarische Übersetzung dieses Berichtes, den sie umgehend ihrem Schwiegervater, dem Admiral Nikolaus Horthy zukommen ließ. Nach der erschütternden Lektüre dieses Berichtes erteilte Horthy am 9. Juli 1944 den Befehl, eine weitere Deportation ungarischer Juden sofort einzustellen.

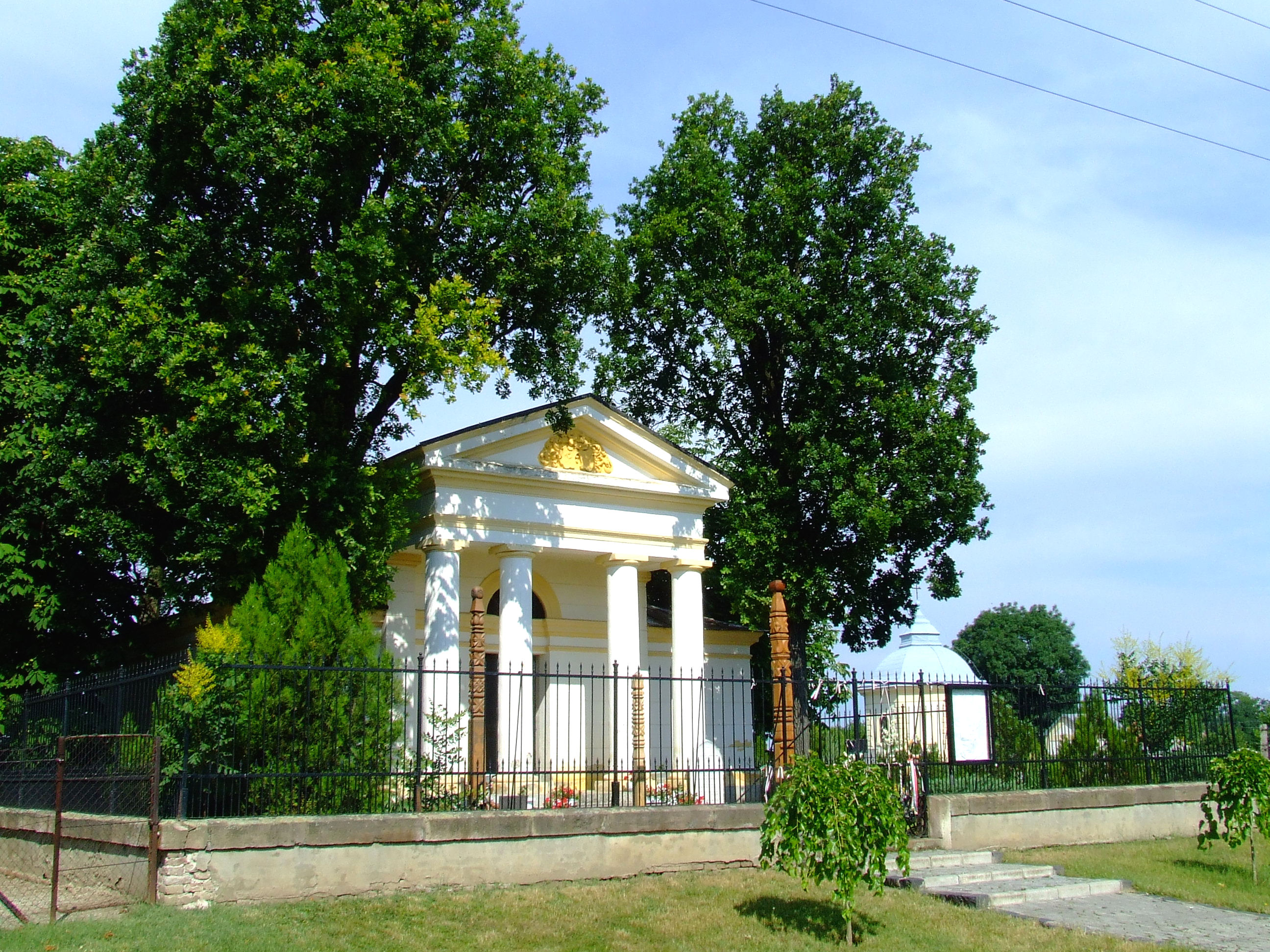
Mausoleum der Familie Horthy in Kenderes

Nach diesen Ereignissen und auch nach der Einsicht, dass dieser Krieg verloren war, versuchte Horthy am 15. Oktober 1944 mit der Roten Armee Waffenstillstandsverhandlungen aufzunehmen. Einen Tag später wurde Horthy von SS-Truppen gestürzt (Unternehmen Panzerfaust). Ilona geriet samt Schwiegereltern in Sippenhaft, die ganze Familie wurde auf Schloss Hirschberg am Haarsee in Bayern interniert. Die Familie wurde erst am 30. April 1945 von der US-Armee befreit und nach Weilheim deportiert, wo sie die ersten vier Jahre nach dem Krieg lebten.
Nachdem Nikolaus Horthy als Zeuge im Nürnberger Prozess aussagen musste, verließ er nach vier Jahren Bayern und ließ sich – wegen des schlechten Gesundheitszustandes seiner Frau – 1948 in Portugal nieder. Ilona schloss sich an und kümmerte sich dort aufopfernd um ihre älter werdenden Schwiegereltern; außerdem betätigte sie sich auch als Sekretärin und Schreibkraft ihres Schwiegervaters. Sie kümmerte sich auch um den Lebensunterhalt der inzwischen mittellos gewordenen und alten Schwiegereltern, die sie bis zu deren Tod betreute.

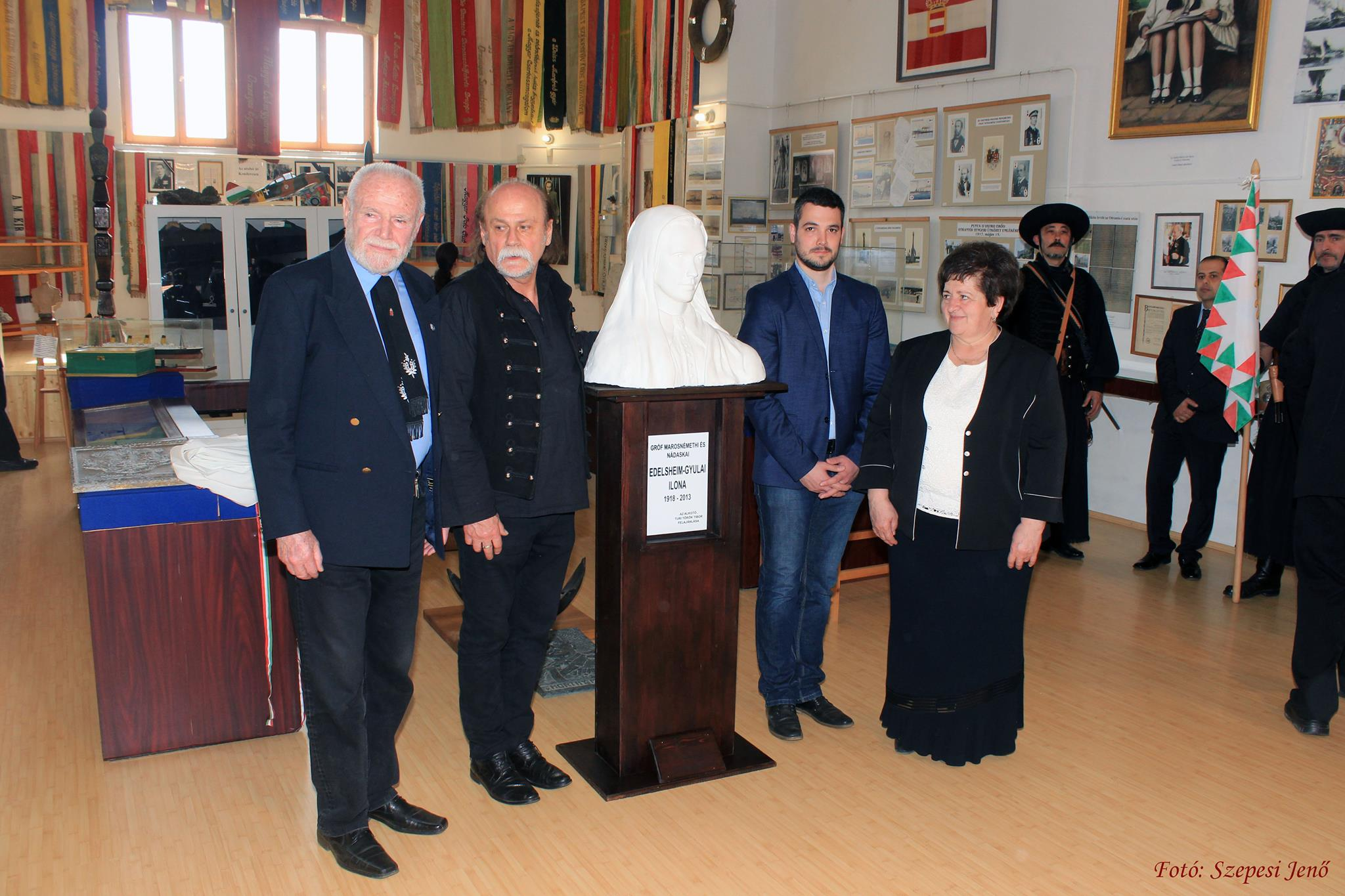
Büste von Ilona von Edelsheim-Gyulai im Horthy Museum in Kenderes. Ein Werk des Bildhauers Tibor Túri Török (* 1954)

Am 8. Juli 1954 ging Ilona mit dem britischen Militärattaché John Wallace Buy Bowden (* 1915, † 2002) eine zweite Ehe ein. Diese Ehe blieb jedoch kinderlos. Auf Initiative ihres zweiten Ehemannes, der entsprechende Verbindungen zu führenden politischen Kreisen hatte, konnte Ilona bereits im Jahre 1985 erstmals nach dem Krieg wieder Ungarn besuchen.
Nach der politischen Wende in Ungarn und dem Fall des Eisernen Vorhangs führte, ist es Ilona zu verdanken, dass die sterblichen Überreste, der in Estoril verstorbenen und dort bestatteten Schwiegereltern (Nikolaus Horthy † 1957 und dessen Ehefrau Magdolna geb. Purgly † 1959) exhumiert und nach Ungarn überführt wurden. Die feierliche Neubestattung fand am 4. September 1993 im Familienmausoleum der Horthys in Kenderes, Komitat Jász-Nagykun-Szolnok statt.
In den Jahren 2000 und 2001 veröffentlichte Ilona Edelsheim-Gyulai unter dem Titel „Becsület és kötelesség“ [dt. „Ehre und Verpflichtung“] ihre Memoiren, die in zwei Bänden in Budapester Verlag Europa Könyvkiadó erschienen.
Ihre letzten Lebensjahre verbrachte Ilona in England. Sie starb im Alter von 95 Jahren in Lewes. Ihre sterblichen Überreste wurden nach Ungarn überführt und am 2. Mai 2013 im Familienmausoleum der Horthys zur letzten Ruhe gebettet.
Ilona Edelsheim-Gyulai erhielt zahlreiche Auszeichnungen. So wurde ihr im Jahre 2009 die Ehrenbürgerwürde von Kenderes, und 2011 des Budapester Burgviertels (I. Bezirk) verliehen. Im Jahre 1993 erhielt sie das Ehrenkreuz der Republik Ungarn (A Magyar Köztársasági Érdemrend középkeresztje).